# Лоццо-Атестино
Лоццо-Атестино (итал. Lozzo Atestino) — коммуна в Италии, располагается в провинции Падуя области Венеция.
Население составляет 3101 человек, плотность населения составляет 135 чел./км². Занимает площадь 23 км². Почтовый индекс — 35034. Телефонный код — 0429.
Покровителем коммуны почитается святой Иосиф. Праздник ежегодно празднуется 19 марта.